# Jiří Döbler
Jiří Döbler (20. dubna 1788, Praha – 19. června 1845, Karlín) byl český kreslíř, mědirytec, ocelorytec a pedagog období klasicismu.

## Život
Narodil se pravděpodobně v Praze, ale rodina pocházela z Českých Budějovic, v Praze se učil kreslit u Františka Antonína Steinského a roku 1806 vstoupil na Kreslířskou akademii v Praze, kde byl žákem Josefa Berglera a Karla Postla. Dále odešel studovat na akademii do Drážďan. Po návratu se usadil v Praze na Smíchově a oženil se s Karolínou (1790–1841), dcerou českobudějovického magistrátního rady Karla Battberga. Z jeho manželství s manželkou Karolínou se narodili synové Ludvík (?) a Karel. Karel Döbler (1814–1833) byl nadaný kreslíř, vyučil se v otcově dílně rytcem, ale zemřel předčasně jako žák Kreslířské akademie. Později si Döbler starší otevřel ryteckou oficínu na Malostranském náměstí v domě čp. 34/III a na dalších adresách.
Podporoval české národní obrození, zejména divadelní umělce. Ilustroval tisky divadelních her Jana Nepomuka Štěpánka, Václava Klimenta Klicpery a dalších dramatiků.
Živnost Jiřího Döblera dobře prosperovala, rodina vždy mívala služky a bydlela s nimi Döblerova neprovdaná starší sestra Rosalie (* 1784). S poslední služkou, Rosalií Čížkovou, se vdovec Döbler roku 1842 oženil. Jiří Döbler se sestrou Annou († 1826), první ženou Karolínou († 1841) a s oběma syny je pohřben na Malostranském hřbitově v Praze – Košířích.

## Pedagog
Vyučoval kreslení a rytectví architektury jednak na pražské polytechnice (od roku 1838) a ve 40. letech také na reálce. Na pražskou akademii jej k výuce rytectví přijal ředitel František Tkadlík. Společně s J.J.A. Drdou a s Antonínem Puchernou tiskl své rytiny na lisu Akademie.

## Tvorba
Döbler byl oblíbený pražskými vedutami, které prováděl v sériích (v albech) technikou akvatinty podle kreseb Vincence Morstadta, Josefa Šembery nebo Vojtěcha Benedikta Juhna, se kterým se přátelil až do smrti. Dále užíval techniku litografie. Mimo vedut ryl také náboženské výjevy a svaté obrázky podle předloh Josefa Führicha, dále portréty, knižní ilustrace, novoročenky a taneční pořádky. Ceněny ve své době byly jeho převody krajinomalby do rytiny, zejména nizozemských mistrů Everdingena, Moucherona, Pynackera a Hermana a Cornelise Saftlevena. Poslední léta své tvorby věnoval tehdy módní a pokrokové ocelorytině.

## Dílo
- Život sv. Václava podle Velislavovy bible; vydal Gottlieb Haas, Praha (1811)
- Obrazy světců a devoční grafika podle Josefa Führicha
- Malebné pohledy na Prahu (Malerische Ansichten Prags) – album vedut podle kreseb Morstadtových a Šemberových
- Ilustrace ke Klaarově a Novákově knize o Svatovítské katedrále, např. Chrám sv. Víta od východu
- Ilustrace a frontispice ke knize J. M. Schottky: Prag wie es war und wie es ist (1813)
- Frontispice k 5. svazku edice knížek Jana Nepomuka Štěpánka Divadlo , rytina podle předlohy K. Kroupy[4]
- Bildergalerie in Belvedere, album reprodukcí obrazů vídeňské galerie, vydal Karl Haas, Praha-Vídeň (1821–1828)
- Egyptische, griechische und römische Alterthümer in treuen Abbildungen, sieben Wunder der Welt (Egyptské, řecké a římské starožitnosti, sedm divů světa)... veduty památek s texty Josefa Ottenbergera, vydali Dědicové Petra Bohmanna, I. díl: Praha 1819, II. díl: Praha 1822
- Pohledy na česká krajská města (Tábor, České Budějovice, Klatovy, Plzeň, Jindřichův Hradec, ...), některé kolorované; některé předlohy kreslil Jan Antonín Venuto
- Pohledy na italská města (Řím, Neapol, a další)
- Portrét polního zbrojmistra hraběte Hieronyma z Colloredo - Mansfeldu
- Portrét Josefa barona z Bretfeldu (1816, podle Lütgendorffa)
- Portrét Františka Jana Vaváka, rychtáře v Milčicích
- Portrét královny Marie Stuartovny, akvatinta
- Přijímací list pro členy c. a k. Moravské společnosti pro podporu zemědělství, přírodopisu a zeměpisu[5]

## Galerie

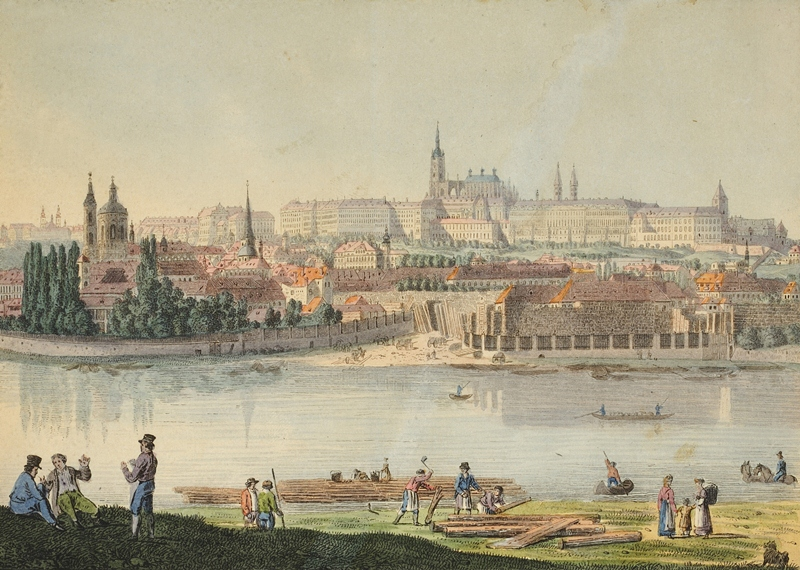
Pražský hrad a Malá Strana od Vltavy (1825)
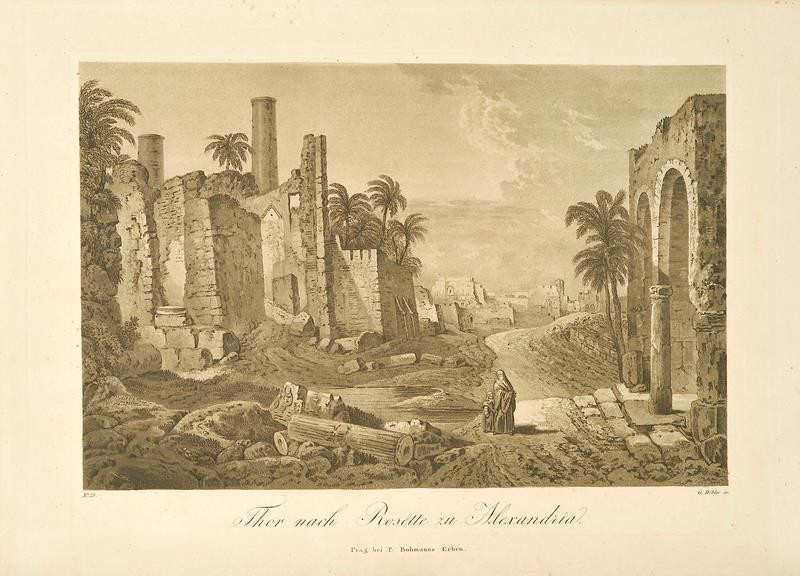
Brána do Rosety (1819–1822)
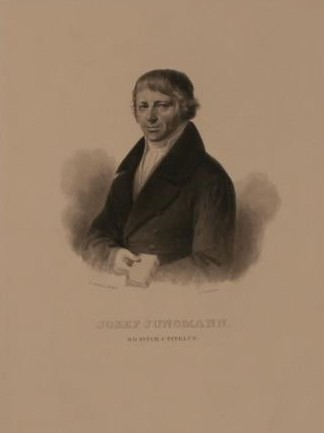
Podobizna Josefa Jungmanna
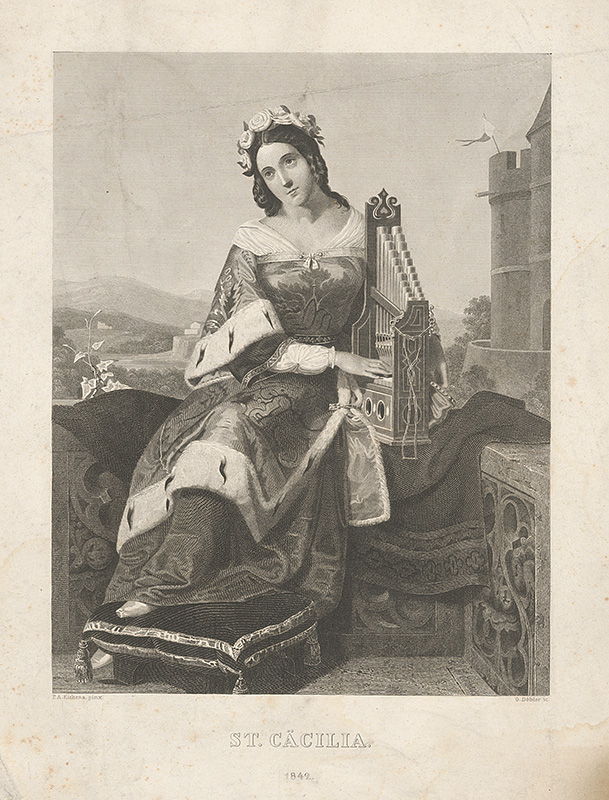
Svatá Cecílie (1842)
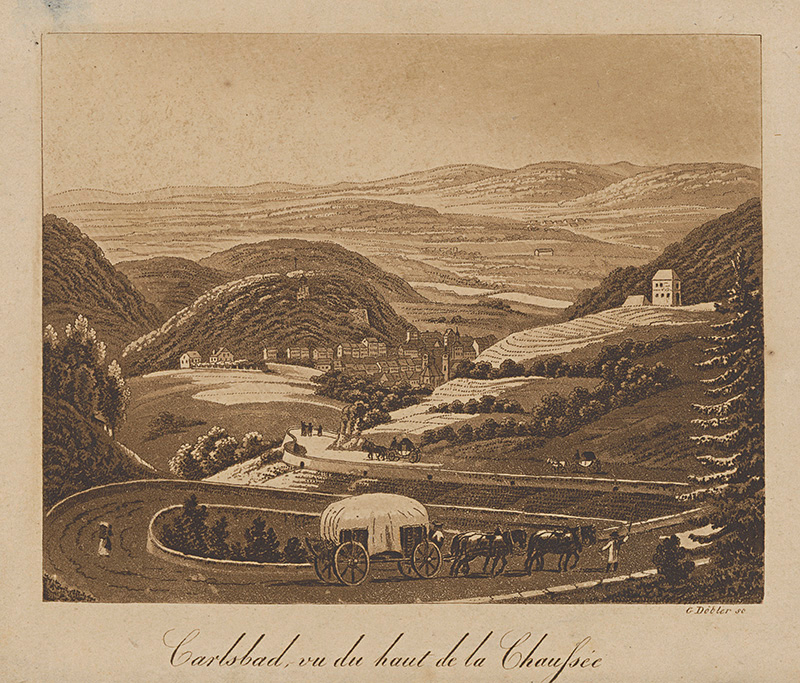
Karlovy Vary (1840–1845)
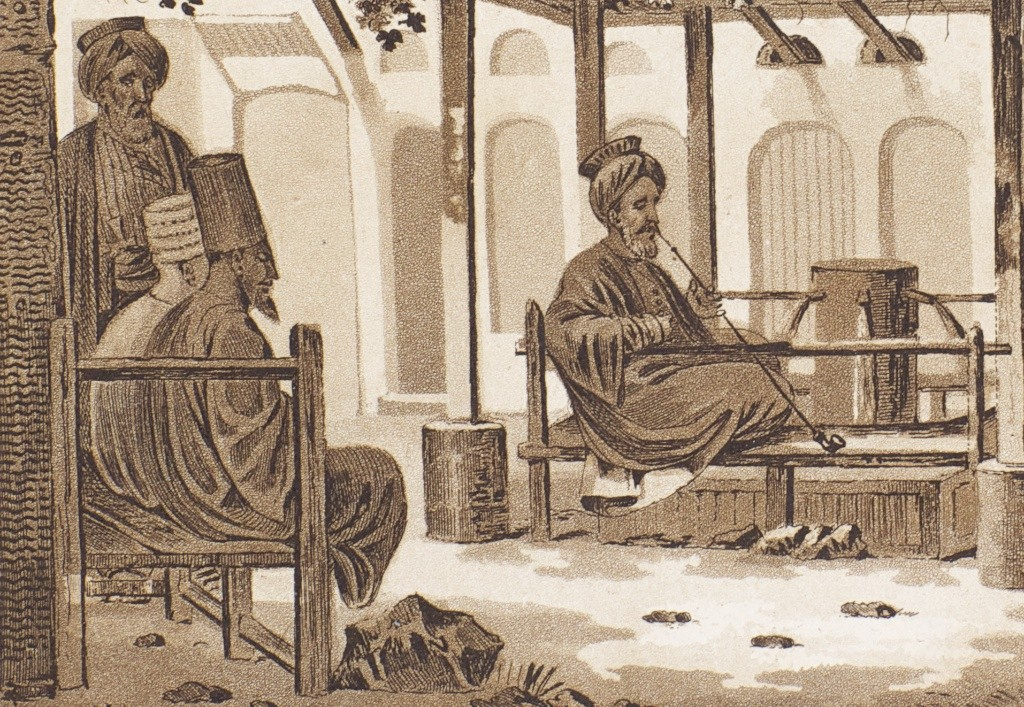
Bazar v Athénách (akvatinta 1819)